# Chennaganahalli, Challakere
Chennaganahalli là một làng thuộc tehsil Challakere, huyện Chitradurga, bang Karnataka, Ấn Độ.